# Діаоха

Діаоха

Діаоха (Діаени; сир. Дайаени, урарт. Діауехи) — імперія залізної доби або коаліція народів на північ від Урарту. Столицями його були Шатілі і Зубі. Це відомо лише з урайських написів. Інформація з історичних джерел може вказувати на те, що це плем'я, а не імперія, але Сальвіні вказує, що зміна між KUR та m також може бути виявлена в історії інших країн Закавказзя.

## Назва
Найменування Діаоха вперше згадується у близькосхідних джерелах XII — VIII століттях до н. е.У ассирійских написах назва читається як Дайаени (Дайани).
Давні греки називали населення регіону «таохами», а історичну область — «Країна таохів», Тао (Тайк).

## Етнографія
Попри численні наукові дослідження питання про населення Діаохи лишається відкритим до сьогодні.
Згідно однієї з версій, населення цього регіону відносилося до протокартвельских (давньогрузинских) племен.
За іншою більш вірогідною версією (якої дотримувалися, такі історики як: Дьяконов М. А.та  Мелікішвілі Г. А.), цей регіон населяли хурити (імовірно таохи мали хуритське походження).

## Історія
Перша згадка про діаохів була у 1112 році до н. е., коли ассирійський цар Тукульті-апал-Ешарра (1115 — 1076 до н. е.) здійснив похід на північ Чорного моря. В літописах згадується: «Всіх князів захопив у полон живими. Зберіг всім життя, але залишив у заручниках їхніх синів. Зобов'язав їх віддати данину у розмірі у 1200 коней та 2000 голів великої рогатої худоби та відправив їх у свої країни. Сина князя країни Дайаени, котрий не корився ассирійським богам, зв'язав та відвіз до свого міста Ашшуру і там пощадив його, після того як він скорився великим богам, відпустив».
845 року до н. е. на терени Діаохи знову здійснили похід ассирійці на чолі з Князем Шульману-ашаред III (858—824 до н. е.), який захопив її.
Невдовзі Діаоха стала об'єктом експансії князів Урарту Менуа (810—786 до н. е.) та Аргішт I (786 — 764 до н. е.). Вони кілька разів перемагали князя Утупурші, котрий сплачував урартам багату дань: товар, золото, срібло та мідь. Діаоха була зобов'язана постачати Урарту щороку понад п'ять тонн міді та золота. Відтак, після таких військових дій, південні областя Діаохи були приєднані до Урарту. У VIII столітті до н. е., після розпаду, через втручання урартів, північні землі Діаохи імовірно увійшли до склау Колхіди (Кулху). З 760 років до н. е. у написах урартских царів Діаоха вже не згадується.

## Князі Діаохи
- Дайаені (1112 років до н. е.), підкорений Тиглатпаласаром I.
- Асіа (845 до н. е.), підкорений Салманасаром III.
- Утупурші, князь, якого підкорили Менуа та Аргишти I.